# Paulo de Faria
Pour les articles homonymes, voir Faria.
Paulo de Faria est une municipalité brésilienne de l'État de São Paulo et la Microrégion de São José do Rio Preto.